# Ханкин, Тим
Тим Ханкин (родился в 1950) — английский инженер, мультипликатор, писатель и художник, проживает в Суффолке, Англия. Наиболее известен как создатель сериала «The Secret Life of Machines» для телеканала Channel 4, в котором рассказывалось об истории и принципе работы различных бытовых устройств. Он также создавал экспозиции для музеев по всей Великобритании, и спроектировал множество инсталляций в общественных местах, используемых в основном для развлечения.
Работы Ханкина обычно узнаваемы благодаря своеобразному стилю Папье-маше скульптур, его стилю рисования анимации и своеобразному чувству юмора.

## Инженерная работа

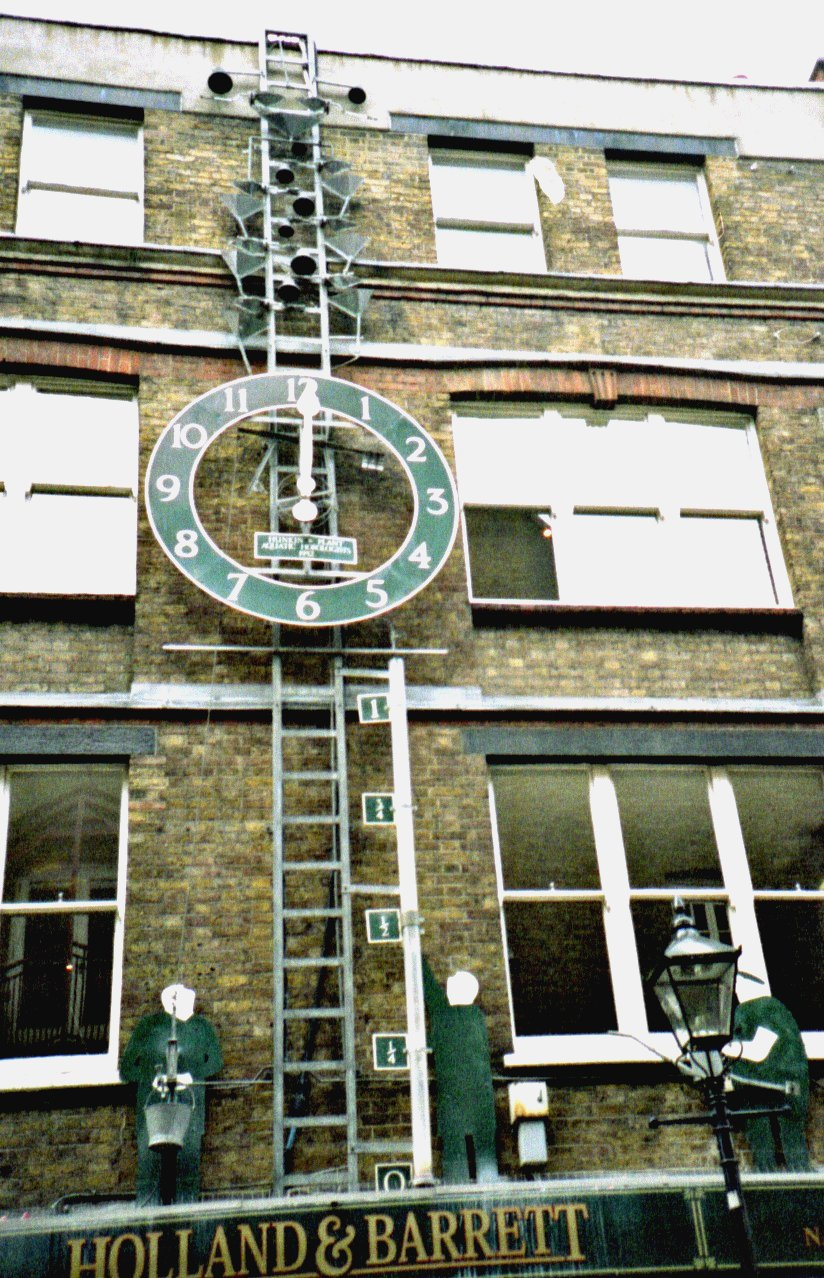
Водяные часы в Ковент Гарден построенные Тимом Ханкиным и Энди Плантом

Ханкин окончил колледж Gonville and Caius в Кембридже, обучаясь на инженера.
Созданное Ханкиным «Шоу под Пирсом» на южном пирсе (Southwold Pier), Англия — коллекция забавных юмористических игровых автоматов его собственной разработки, запускаемых монеткой. Коллекция включает такие автоматы как например «Автообыскиватель» — автомат который имитирует ощупывание человека на предмет ношения оружия при помощи надувных резиновых перчаток, «Батискаф» который имитирует быстрое недолгое погружение на морское дно, «Собака напрокат» имитирующий прогулку с собакой, «Микроотпуск» и многие другие.
Многие из его проектов крупногабаритные, театрализованные, включая огромные часы нетрадиционных конструкций, содержат в том числе огонь и пиротехнические эффекты. В 1976 году он разработал летающих свиней и овец для рок группы Pink Floyd и их тура 1977 года в поддержку альбома «Animals».
Его работы также появлялись в эпизодах The Secret Life of Machines и связаны с машинами, описываемыми в программе. Они включают гору пылающих телевизоров, пылесосы с ракетными двигателями, Кархендж, балет летающих радиоприемников, странное паломничество двигателей внутреннего сгорания в Кархендж на носилках. Надувные свиньи для Pink Floyd также попали в кадры эпизода про пылесосы. Другие работы в сериях были более информативны, например такие как центральное отопление, «человеческая швейная машина». Программа также включала его мультипликации в озвученной и анимированной форме.
В 2013 году он создал огромные часы для Exploratorium в Сан-Франциско.

## Книги
Ханкин опубликовал несколько книг в своём узнаваемом мультяшном стиле. Первой была детская книга Mrs Gronkwonk and the Post Office Tower (ISBN 978-0207955006) в 1973, которую он недавно сделал снова доступной на Lulu.com.  В 1988 он опубликовал Almost Everything There Is To Know (ISBN 1-871307-43-0), сборник его комиксов "The Rudiments of Wisdom," впервые опубликованных в The Observer.  Он также автор книги Hunkin's Experiments (ISBN 978-0954226602), которая описывает разнообразные научные розыгрыши, игры и интересности. Большая часть из обеих книг бесплатно доступна онлайн.

## Внешние ссылки
- Timhunkin.com Официальный сайт
- Youtube-канал
- The Rudiments Of Wisdom
- Hunkin's Experiments
- The Secret Life Of Machines
- The Under The Pier Show
- Interview with Tim Hunkin